# Aerospiza toussenelii
Aerospiza toussenelii är en fågel i familjen hökar inom ordningen hökfåglar.

## Utseende och läte
Fågeln är en medelstor hök med grått på rygg och huvud, vit strupe och ordentligt med rostrött på kroppssidor och bröst. Den har rätt korta, rundade vingar och relativt lång svartaktig stjärt med tydliga vita tvärband. Västliga fåglar har fint tvärbandat bröst, de i öst rätt enhetligt rostrött undertill. Arten är ytligt lik rödsidig hök, men är mycket större och vanligare. Den kan också förväxlas med långstjärtad hök, men rödbröstad hök har kortare stjärt, mörkare ovansida och rent vit strupe. Lätet är ett vasst "wik!".

## Utbredning och systematik
Arten indelas i fyra underarter med följande utbredning:
- Aerospiza toussenelii macrocelides – förekommer i regnskogar ifrån Senegal och Gambia till västra Kamerun
- Aerospiza toussenelii toussenelii – förekommer i nedre Kongoflodens avrinningsområde (södra Kamerun, Gabon)
- Aerospiza toussenelii canescens – förekommer i övre Kongoflodens avrinningsområde
- Aerospiza toussenelii lopezi – förekommer på ön Bioko i Guineabukten

Fram tills nyligen urskildes den som egen art, och vissa gör det fortfarande. Sedan 2025 inkluderas den dock till övervägande del i bantuhöken (A. tachiro).

### Släktestillhörighet
Arten placerades tidigare i släktet Accipiter. Genetiska studier visar dock att släktet så som det traditionellt är konstituerat är parafyletiskt, där kärrhökarna i Circus är inbäddade, men också släktena Erythrotriorchis och Megatriorchis. För att kärrhökarna ska kunna behållas i ett eget släkte delas därför Accipiter delas upp i flera mindre släkten, däriblamd Aerospiza.

## Status och hot
Arten har ett stort utbredningsområde, men tros minska i antal, dock inte tillräckligt kraftigt för att den ska betraktas som hotad. Internationella naturvårdsunionen IUCN listar därför arten som livskraftig (LC).

## Namn
Fågelns vetenskapliga artnamn hedrar Alphonse Toussenel (1803-1885), fransk journalist och naturforskare.